# Bolitoglossa adspersa
Bolitoglossa adspersa är en groddjursart som först beskrevs av Peters 1863.  Bolitoglossa adspersa ingår i släktet Bolitoglossa och familjen lunglösa salamandrar. IUCN kategoriserar arten globalt som livskraftig. Inga underarter finns listade.